# Danilo Barbosa
Danilo Barbosa da Silva (Simões Filho, 28 de fevereiro de 1996) é um futebolista brasileiro que atua como volante. Atualmente joga pelo Al-Ula.

## Carreira
Chegou ao Vasco da Gama em 2011, ainda na categoria infantil. Em 2013, quando ainda estava no juvenil, foi comprado pelo grupo de investimentos do empresário Jorge Mendes por 4,5 milhões de euros e repassado ao Braga, de Portugal.

### Valencia
Foi emprestado ao Valencia no dia 15 de julho de 2015.
Começou muito bem o Campeonato Espanhol, participando de 12 das 19 rodadas do primeiro turno. Porém, seu rendimento caiu e suas oportunidades foram reduzidas, o que fez Danilo ficar na reserva na maioria das partidas sem aproveitar minutos. Ele participou de apenas 7 jogos durante o segundo turno. Assim terminou sua passagem por Valência com um total de 34 participações em partidas oficiais. O clube decidiu não fazer a opção de compra efetiva considerando-a muito alta e retorna ao SC Braga.

### Nice
Após ser emprestado a Benfica e Standard de Liège, Danilo foi anunciado pelo Nice no dia 11 de agosto de 2018. Segundo o jornal L'Équipe, a transferência girou em torno de €8 milhões (aproximadamente R$35 milhões na cotação da época).

### Palmeiras
Em março de 2021, Barbosa foi emprestado ao Palmeiras até o fim do ano. Fez sua estreia em partida contra o São Paulo, pelo Campeonato Paulista, em abril. Marcou seu primeiro gol pelo clube em abril, em goleada por 5–0 contra o Independiente del Valle, pela fase de grupos da Libertadores. Torneio, inclusive, que foi campeão, entrando na final contra o Flamengo, e ajudando a manter a vitória por 2–1.
Em janeiro de 2022, o diretor de futebol do Palmeiras, Anderson Barros, anunciou em entrevista que o Palmeiras não entrou em acordo com o Nice, e o contrato de empréstimo de Barbosa não havia sido renovado.

### Botafogo
Em 12 de agosto de 2022 o volante se transferiu para Botafogo e assinou contrato até dezembro de 2025. O clube carioca pagou ao Nice €300 mil, aproximadamente R$1,5 milhão na cotação da época, por 50% dos direitos federativos do atleta.
Em março de 2024, o Corinthians manifestou o desejo de contratar o volante do Botafogo e ofereceu o atacante Gustavo Mosquito em troca. A negociação não avançou.
Peça importante no elenco do Botafogo na temporada, Danilo Barbosa fez 47 jogos, marcou três gols, deu uma assistência e recebeu dez cartões amarelos ao longo desta temporada, ajudando o time nas campanhas vitoriosas do Campeonato Brasileiro e da Copa Libertadores. Em 21 de julho de 2025, o clube carioca anunciou que liberou o volante para negociar seu futuro, optando por não renovar seu contrato.

### Al-Ula
Em 2 de agosto de 2025, Danilo Barbosa foi anunciado como reforço do Al-Ula, da segunda divisão da Arábia Saudita.

## Seleção Brasileira
Disputou o Sul-Americano Sub-17 de 2013 e o Sub-20 de 2015, além do Mundial de ambas categorias nos mesmos anos.

## Estatísticas
Atualizadas até 14 de junho de 2024.

### Clubes
Abaixo estão listados todos os jogos, gols e assistências do futebolista por clubes.
| Clube             | Temporada         | Campeonato nacional | Campeonato nacional | Campeonato nacional | Copa nacional[a] | Copa nacional[a] | Copa nacional[a] | Competições continentais[b] | Competições continentais[b] | Competições continentais[b] | Outros torneios[c] | Outros torneios[c] | Outros torneios[c] | Total | Total | Total   |
| Clube             | Temporada         | Jogos               | Gols                | Assist.             | Jogos            | Gols             | Assist.          | Jogos                       | Gols                        | Assist.                     | Jogos              | Gols               | Assist.            | Jogos | Gols  | Assist. |
| ----------------- | ----------------- | ------------------- | ------------------- | ------------------- | ---------------- | ---------------- | ---------------- | --------------------------- | --------------------------- | --------------------------- | ------------------ | ------------------ | ------------------ | ----- | ----- | ------- |
| Vasco da Gama     | 2014              | 3                   | 0                   | 0                   | 3                | 0                | 0                | 0                           | 0                           | 0                           | 3                  | 0                  | 0                  | 9     | 0     | 0       |
| Vasco da Gama     | Total             | 3                   | 0                   | 0                   | 3                | 0                | 0                | 0                           | 0                           | 0                           | 3                  | 0                  | 0                  | 9     | 0     | 0       |
| Braga             | 2014–15           | 23                  | 2                   | 2                   | 5                | 0                | 0                | —                           | —                           | —                           | —                  | —                  | —                  | 28    | 2     | 2       |
| Braga             | 2015–16           | 0                   | 0                   | 0                   | 0                | 0                | 0                | 0                           | 0                           | 0                           | —                  | —                  | —                  | 0     | 0     | 0       |
| Braga             | 2017-18           | 31                  | 4                   | 4                   | 5                | 0                | 1                | 10                          | 0                           | 0                           | —                  | —                  | —                  | 46    | 4     | 5       |
| Braga             | Total             | 54                  | 6                   | 6                   | 10               | 0                | 1                | 10                          | 0                           | 0                           | 0                  | 0                  | 0                  | 74    | 6     | 7       |
| Valencia          | 2015–16           | 19                  | 0                   | 1                   | 6                | 0                | 1                | 9                           | 0                           | 1                           | —                  | —                  | —                  | 34    | 0     | 3       |
| Valencia          | Total             | 19                  | 0                   | 1                   | 6                | 0                | 1                | 9                           | 0                           | 1                           | 0                  | 0                  | 0                  | 34    | 0     | 3       |
| Benfica           | 2016–17           | 2                   | 0                   | 0                   | 3                | 1                | 0                | 0                           | 0                           | 0                           | —                  | —                  | —                  | 5     | 1     | 0       |
| Benfica           | Total             | 2                   | 0                   | 0                   | 3                | 1                | 0                | 0                           | 0                           | 0                           | 0                  | 0                  | 0                  | 5     | 1     | 0       |
| Standard de Liège | 2016–17           | 6                   | 0                   | 0                   | 0                | 0                | 0                | 0                           | 0                           | 0                           | —                  | —                  | —                  | 6     | 0     | 0       |
| Standard de Liège | Total             | 6                   | 0                   | 0                   | 0                | 0                | 0                | 0                           | 0                           | 0                           | 0                  | 0                  | 0                  | 6     | 0     | 0       |
| Nice              | 2018-19           | 22                  | 0                   | 0                   | 2                | 0                | 0                | 0                           | 0                           | 0                           | —                  | —                  | —                  | 24    | 0     | 0       |
| Nice              | 2019-20           | 16                  | 0                   | 0                   | 4                | 1                | 0                | 0                           | 0                           | 0                           | —                  | —                  | —                  | 20    | 1     | 0       |
| Nice              | 2020-21           | 4                   | 0                   | 0                   | 0                | 0                | 0                | 1                           | 0                           | 0                           | 0                  | 0                  | 0                  | 5     | 0     | 0       |
| Nice              | 2021-22           | 1                   | 0                   | 0                   | 0                | 0                | 0                | 0                           | 0                           | 0                           | 0                  | 0                  | 0                  | 1     | 0     | 0       |
| Nice              | Total             | 43                  | 0                   | 0                   | 6                | 1                | 0                | 1                           | 0                           | 0                           | 0                  | 0                  | 0                  | 49    | 1     | 0       |
| Palmeiras         | 2021              | 15                  | 0                   | 2                   | 0                | 0                | 0                | 7                           | 1                           | 0                           | 8                  | 0                  | 0                  | 30    | 1     | 2       |
| Palmeiras         | Total             | 15                  | 0                   | 2                   | 0                | 0                | 0                | 7                           | 1                           | 0                           | 8                  | 0                  | 0                  | 30    | 1     | 2       |
| Botafogo          | 2022              | 6                   | 0                   | 0                   | 0                | 0                | 0                | 0                           | 0                           | 0                           | 0                  | 0                  | 0                  | 6     | 0     | 0       |
| Botafogo          | 2023              | 23                  | 3                   | 0                   | 3                | 1                | 0                | 8                           | 0                           | 1                           | 8                  | 0                  | 0                  | 42    | 4     | 1       |
| Botafogo          | 2024              | 7                   | 3                   | 0                   | 2                | 0                | 0                | 7                           | 0                           | 0                           | 8                  | 0                  | 0                  | 24    | 3     | 0       |
| Botafogo          | Total             | 36                  | 6                   | 0                   | 5                | 1                | 0                | 15                          | 0                           | 1                           | 16                 | 0                  | 0                  | 72    | 7     | 1       |
| Total na carreira | Total na carreira | 178                 | 12                  | 9                   | 33               | 3                | 2                | 42                          | 1                           | 2                           | 27                 | 0                  | 0                  | 279   | 16    | 13      |

- a. ^ Jogos da Copa do Brasil, Taça de Portugal e Taça da Liga, Copa da França, Copa da Liga Francesa, Copa do Rei
- b. ^ Jogos da Liga Europa da UEFA, Liga dos Campeões da UEFA, Copa Libertadores da América e Copa Sul-Americana
- c. ^ Jogos do Campeonato Carioca, Taça Rio e Campeonato Paulista

### Seleção Brasileira
Abaixo estão listados todos jogos e gols do futebolista pela Seleção Brasileira, desde as categorias de base. Abaixo da tabela, clique em expandir para ver a lista detalhada dos jogos de acordo com a categoria selecionada.
Sub-17
| Ano   |       |      |       |
| Ano   | Jogos | Gols | Média |
| ----- | ----- | ---- | ----- |
| 2013  | 5     | 0    | 0     |
| Total | 5     | 0    | 0     |

Sub-20
| Ano   |       |      |       |
| Ano   | Jogos | Gols | Média |
| ----- | ----- | ---- | ----- |
| 2015  | 8     | 1    | 0,25  |
| Total | 8     | 1    | 0,25  |

|    | Data                | Local                                          | Resultado | Adversário | Gols | Competição                   |
| -- | ------------------- | ---------------------------------------------- | --------- | ---------- | ---- | ---------------------------- |
| 1. | 24 de maio de 2015  | Jubilee Oval, Sydney, Austrália                | 1–0       | Portugal   | 0    | Amistoso                     |
| 2. | 27 de maio de 2015  | Wollongong Showground, Wollongong, Austrália   | 1–0       | Austrália  | 0    | Amistoso                     |
| 3. | 31 de maio de 2015  | Estádio Yarrow, New Plymouth, Nova Zelândia    | 4–2       | Nigéria    | 0    | Copa do Mundo Sub-20 de 2015 |
| 4. | 4 de junho de 2015  | Estádio Yarrow, New Plymouth, Nova Zelândia    | 2–1       | Hungria    | 1    | Copa do Mundo Sub-20 de 2015 |
| 5. | 11 de junho de 2015 | Estádio Yarrow, New Plymouth, Nova Zelândia    | 0–0       | Uruguai    | 0    | Copa do Mundo Sub-20 de 2015 |
| 6. | 13 de junho de 2015 | Waikato Stadium, Hamilton, Nova Zelândia       | 0–0       | Portugal   | 0    | Copa do Mundo Sub-20 de 2015 |
| 7. | 17 de junho de 2015 | Waikato Stadium, Hamilton, Nova Zelândia       | 5–0       | Senegal    | 0    | Copa do Mundo Sub-20 de 2015 |
| 8. | 20 de junho de 2015 | North Harbour Stadium, Auckland, Nova Zelândia | 1–2       | Sérvia     | 0    | Copa do Mundo Sub-20 de 2015 |

Sub-21
| Ano   |       |      |       |
| Ano   | Jogos | Gols | Média |
| ----- | ----- | ---- | ----- |
| 2013  | 5     | 0    | 0     |
| Total | 5     | 0    | 0     |

Sub-23
| Ano   |       |      |       |
| Ano   | Jogos | Gols | Média |
| ----- | ----- | ---- | ----- |
| 2015  | 0     | 0    | 0     |
| Total | 0     | 0    | 0     |

Seleção Brasileira (total)
| Ano   |       |      |       |
| Ano   | Jogos | Gols | Média |
| ----- | ----- | ---- | ----- |
| 2013  | 10    | 0    | 0     |
| 2015  | 8     | 1    | 0     |
| Total | 18    | 1    | 0,8   |

### Total
| Ano   |       |      |       |
| Ano   | Jogos | Gols | Média |
| ----- | ----- | ---- | ----- |
| 2013  | 10    | 0    | 0     |
| 2014  | 20    | 0    | 0     |
| 2015  | 25    | 3    | 0,14  |
| Total | 55    | 3    | 0,05  |

## Títulos
Vasco da Gama
- Campeonato Carioca Sub-15: 2011
- Taça Guanabara Sub-15: 2011
- Taça Belo Horizonte Sub-20: 2013

Benfica
- Taça de Portugal: 2016–17
- Primeira Liga: 2016–17

Palmeiras
- Copa Libertadores da América: 2021

Botafogo
- Taça Rio: 2023 e 2024
- Copa Libertadores da América: 2024
- Campeonato Brasileiro: 2024

Seleção Brasileira Sub-20
- Torneio Internacional de Toulon: 2013
- Copa Valais Sub-20: 2013
- Torneio Internacional de Futebol Sub-20 de L'Alcúdia: 2014

### Prêmios individuais
- Revelação: Torneio de Toulon de 2013
- Bola de Prata: Copa do Mundo FIFA Sub-20 de 2015
- 50 jovens promessas do futebol mundial de 2016[20]